# Sankt Hansblus på Skagen strand
Sankt Hansblus på Skagen strand er et maleri af  Peder Severin Krøyer  fra 1906. Det forestiller en Sankt Hans aften i Skagen, hvor hele P.S Krøyers familie og en del af hans venner nyder bålets varme og hyggelige glød. Billedet er et af Krøyers sidste. Det blev beskadiget ved en brand i 1948, men er restaureret. Siden 1957 hænger det i Skagens Museum.

## Motivet
Billedet er Krøyers sidste store figurmaleri. Her har han samlet repræsentanter fra kunstnerkolonien, medlemmer af byens bedre borgerskab samt nogle af de fastboende skagboer i en stor kreds omkring et sankthansbål på Skagen Sønderstrand. Maleriet er en hyldest til kunstnerkolonien i Skagen, men det er første gang, at Krøyer skildrer lokalbefolkningen sammen med kunstnerne. Alligevel er der tydelig forskel på de to grupper, idet kunstnere og borgerskabet er placeret i billedets lyse venstre side, mens hovedparten af skagboerne er placeret i den mørkere højre side. Bålet ligner ikke de sankthansbål, man laver i dag, idet man dengang stablede nogle tjæretønder oven på hinanden og satte ild til dem. Allerede i 1892 påbegyndte Krøyer den første skitse til maleriet, men på grund af andre opgaver og sygdom blev billedet først færdigt 14 år senere. 